# Ipimorpha submarginata
Ipimorpha submarginata là một loài bướm đêm trong họ Noctuidae.